# Pierre de La Forest (1490-1536)
Pierre de La Forest (1490-1536) est un seigneur du XVIe siècle, chevalier, au service de la Maison de Savoie. Il est issu de la famille de La Forest, originaire de Savoie.
Ses descendants sont à l'origine de plusieurs branches (cf. section « Famille »), dont la branche familiale subsistante qui prendra, au XVIIIe siècle, le nom  de La Forest Divonne.

## Biographie

### Origines
Pierre de La Forest naît en 1490. Il est le fils d'Antoine de La Forest (1444-1499) et de Claire Bonivard, dame de La Barre,, titulaires du fief et du château de la Barre (Brégnier-Cordon), en Bugey. Son père est chevalier, gouverneur de Nice et ses environs, conseiller, puis chambellan ducal,,. Il a un frère aîné, François, qui sera seigneur de Rian, écuyer du roi de France, François Ier, et un frère cadet, Jean, qui sera grand aumônier de Savoie,.
Pierre de La Forest épouse le 30 avril 1515 Huguette de Sômont (ou Saumont), fille et héritière d'Antoine de Sômont, seigneur du fief et du château de Somont, Yenne (Duché de Savoie),,, demoiselle d'honneur de la princesse Philiberte de Savoie,. La messe de mariage est célébrée  par son grand-oncle, Pierre de La Forest, grand aumônier de Savoie,, dans la chapelle du château de Carignan. La messe de mariage et les fêtes de la noce ont lieu en présence de la princesse Philiberte de Savoie.

### Seigneuries
Pierre de La Forest est seigneur de La Barre, Sômont, Fesson, Grignon, Nevaux, Montcharvin, La Valdisère, Rumilly-sous-Cornillon,.
Le chevalier Pierre de La Forest réside au château de Rumilly-sous-Cornillon (duché de Genevois), situé dans l'actuelle commune de Saint-Pierre-en-Faucigny, acheté en 1528 pour 3000 écus d'or au comte de Genevois, Philippe de Savoie-Nemours.

### Carrière au service des Savoie
Pierre de La Forest commence sa carrière comme gouverneur du château de Chambéry, et ensuite, conseiller du duc Charles III de Savoie.
Au mois de juin 1531, le duc de Savoie nomme Pierre de La Forest son procurateur spécial et plénipotentiaire et l’envoie à la cour de France, avec le titre d’ambassadeur extraordinaire. Sa mission était de tenter de conjurer le péril que les armes menaçantes du roi François Ier faisaient peser sur ses États, par un risque de guerre du royaume de France contre le duché de Savoie. En effet, le duc de Savoie s'était allié aux Espagnols, sous le règne de l'empereur Charles Quint, alors que François Ier s'était opposé à l’empereur. Malgré ses efforts, l’envoyé de Charles III ne put fléchir la volonté royale et détourner l’orage prés d’éclater : le duché de Savoie est envahi par les armées françaises en 1536. L'occupation du duché dura 23 ans et le duc Charles III dut se réfugier dans le comté de Nice et à Verceil, où il est mort, le 17 août 1553.
Son fils, le duc Emmanuel-Philibert, vainqueur de la bataille de Saint-Quentin, obtient la restitution du duché, que les troupes françaises devront évacuer, sous le règne du roi Henri II. Il se marie avec la princesse Marguerite de France, fille de feu le roi François Ier, sœur du roi Henri II,  conformément aux Traités du Cateau-Cambrésis (1559).
Pierre de La Forest est mort à son retour de Paris, au début de l'année 1536, quelques semaines avant l’invasion du duché de Savoie.

## Famille
Pierre de La Forest épouse, le 30 avril 1515, Huguette de Sômont. Ils ont huit enfants , dont :
- Charles l'aîné, seigneur de La Barre, gentilhomme ordinaire du roi de France, capitaine du château de Chambéry. Il épouse Jeanne-Françoise de La Chesnaye, fille du vice-président du Parlement français de Savoie, Nicolas de La Chesnaye. (branche  éteinte ).
- Charles le cadet (1522 — 1565), dit Charlot, ancêtre de la branche subsistante de La Forest-Divonne,  chevalier, seigneur de Rumilly-sous-Cornillon[13] et de Saint-Jean-de-Chevelu[1],[4]. Il épouse Françoise de La Charnée [14].(† après 1585), fille de Jean-François et de Humberte de La Balme; La famille de La Charnée, titulaire de la rente féodale accordée en 1408 par Amédée VIII de Savoie à noble Oger Ambroise de La Charnée, résidait au château de La Charnée à Saint-Jean-de-la-Porte, au Moyen-Âge[15], dans le massif des Bauges. Officier dans la formation de Savoie au service du roi de France, placée sous les ordres du duc Jacques de Savoie-Nemours, Charles le cadet est tué dans le combat de 1565, contre les Huguenots, à Vienne (Isère)[1],[16], dont :
  - Jean de La Forest, seigneur de Rumilly-sous-Cornillon. Il épouse le 18 novembre 1583, Charlotte du Crest de Cruseilles. Colonel d'une unité d'infanterie, il commande le Fort de Bonne. Tué au combat de La Menoge, contre les Genevois.
    - Georges de La Forest, seigneur de Rumilly-sous-Cornillon. Il épouse le 12 octobre 1639, Hélène de Viry, fille de Jacques, comte de Viry et de Marguerite de Bouvens. Participe aux guerres de Montferrat. Il teste le 11 octobre 1639. 
      - Gilbert Ier de La Forest, seigneur de Rumilly-sous-Cornillon, baron de Divonne. Il épouse en 1655, Bonne de Gigins, héritière de la baronnie de Divonne, en pays de Gex[17]. Il est l'auteur de la branche des La Forest Divonne subsistante.
- Antoine (1525 — 1574), seigneur de Feisson et de Murs, institué héritier universel de sa mère[18], dont est issue la branche des La Forest Sômont/Saumont jusqu'à sa disparition au XVIIe siècle. Il épouse Philiberte des Terreaux, fille du seigneur de Murs[7]. (Branche éteinte).
- Louise, héritière de La Charnée[18].
- Françoise, dame d'Outrechaise, épouse François de Michaille, président de la Chambre des comptes de Genevois, installée au Palais de l'Isle à Annecy.